# Maxera larvata
Maxera larvata är en fjärilsart som beskrevs av Walker 1865. Maxera larvata ingår i släktet Maxera och familjen nattflyn. Inga underarter finns listade i Catalogue of Life.